# 18776 Коултер
18776 Коултер (18776 Coulter) — астероїд головного поясу, відкритий 10 травня 1999 року.
Тіссеранів параметр щодо Юпітера — 3,614.